# Hans Ingwersen
Hans Ingwersen (* 3. April 1914 in Husum; † 9. November 1992) war ein deutscher Politiker (CDU). Er war von 1971 bis 1979 Mitglied des Landtags von Schleswig-Holstein.

## Leben und Beruf
Nachdem er die Oberrealschule abgeschlossen und das Abitur erworben hatte, studierte Hans Ingwersen von 1934 bis 1936 an der Hochschule für Lehrerbildung in Kiel. Er wurde zunächst Volksschullehrer. Von 1938 bis 1939 erwarb er an der Reichsakademie für Leibesübungen in Berlin den Abschluss als Diplom-Sportlehrer. Anschließend musste er Kriegsdienst leisten und kam als Soldat an die Ostfront. Ingwersen wurde bis zum Oberleutnant befördert. Nach dem Krieg war er ab 1954 als Realschullehrer tätig, später wurde er Konrektor an einer Realschule in Westerland. Er war verheiratet und Vater zweier Kinder.

## Politik
Ingwersen trat 1959  in die CDU ein und war später zeitweise stellvertretender Vorsitzender des CDU-Kreisverbands Nordfriesland. Bei den schleswig-holsteinischen Landtagswahlen 1971 und 1975 wurde er als Direktkandidat der CDU im Wahlkreis 4 (Südtondern) in den Kieler Landtag gewählt. Er war Abgeordneter vom 24. Mai 1971 bis zum 26. Mai 1979. Im Landtag war er unter anderem im Volksbildungsausschuss tätig.

## Ehrungen
Im Jahr 1975 wurde Ingwersen das Bundesverdienstkreuz am Bande verliehen. Ein Seenotrettungsboot der Deutschen Gesellschaft zur Rettung Schiffbrüchiger wurde auf seinen Namen getauft.